# Aldo
Aldo  è un nome proprio di persona italiano maschile.

## Varianti
- Maschili
  - Alterati: Aldino, Alduccio
  - Ipocoristici: Dino, Duccio
- Femminili: Alda[2]
  - Alterati: Aldina
  - Ipocoristici: Dina

### Varianti in altre lingue
- Francese: Alde
  - Femminili: Aude[2]
- Inglese: Aldous[1][3]
- Latino: Aldus[3]
- Ligure: Aldo[4]
- Portoghese: Aldo[1]
  - Femminili: Alda[2]

## Origine e diffusione
Di origine germanica, il nome Aldo costituiva un ipocoristico di altri nomi comincianti con la radice ald, "vecchio" (o, in senso lato, "esperto", "saggio"); in alcuni casi, potrebbe costituirlo anche di nomi comincianti con l'antico alto tedesco athal, "nobile", "di nobili origini" (va aggiunto, per maggior chiarezza, che entrambi questi termini sono molto comuni nell'onomastica d'origine germanica e spesso si confondono l'uno con l'altro, ad esempio in nomi quali Aldighiero, Aldobrando e Aldovino). Altre fonti lo riconducono inoltre al termine, sempre germanico, aldio, "semilibero", che storicamente tra i Germani indicava chi si trovava nella posizione sociale fra servo e liberto.
Il nome inglese Aldous è probabilmente una variante di Aldo; potrebbe anche derivare da Aldusa, un nome femminile basato sul termine inglese antico eald, imparentato comunque con ald. È in uso sin dal Medioevo, perlopiù in anglia orientale, ma ad oggi si è rarificato.

## Onomastico
L'onomastico si festeggia il 10 gennaio in ricordo di sant'Aldo, eremita a Carbonara al Ticino (PV). Per il femminile si può festeggiare invece il 26 aprile, ricorrenza della beata Alda di Siena, vedova.

## Persone

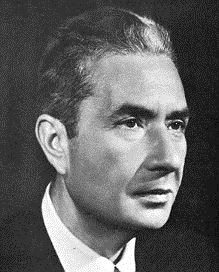
Aldo Moro

- Aldo Baglio, comico, attore, sceneggiatore e regista italiano
- Aldo Biscardi, conduttore televisivo italiano
- Aldo Busi, scrittore, traduttore, opinionista, personaggio televisivo e reporter di viaggio italiano
- Aldo Cazzullo, giornalista e scrittore italiano
- Aldo Fabrizi, attore, regista, sceneggiatore, produttore e poeta italiano
- Aldo Giuffré, attore, comico e doppiatore italiano
- Aldo Grasso, giornalista, critico televisivo e docente italiano
- Aldo Manuzio, editore, tipografo e umanista italiano
- Aldo Masseglia, cantante italiano
- Aldo Moro, politico e accademico italiano
- Aldo Palazzeschi, scrittore e poeta italiano
- Aldo Serena, opinionista sportivo, commentatore sportivo ed ex calciatore italiano
- Aldo Silvani, attore, regista e doppiatore italiano

### Variante Aldous
- Aldous Huxley, scrittore britannico

### Variante femminile Alda

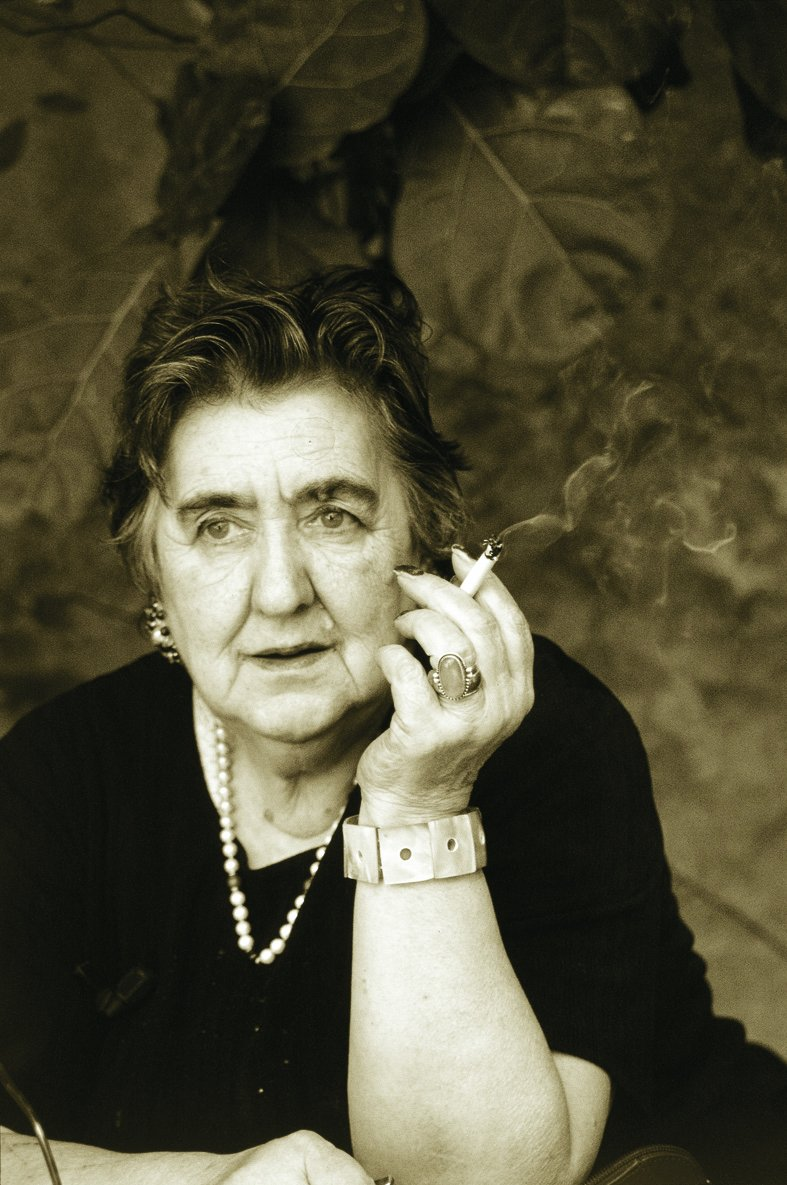
Alda Merini

- Alda di Siena, mistica e infermiera italiana
- Alda Balestra, modella italiana
- Alda Borelli, attrice teatrale e cinematografica italiana
- Alda Costa, insegnante e patriota italiana
- Alda Croce, saggista e ambientalista italiana
- Alda d'Este, nobile italiana
- Alda D'Eusanio, giornalista e conduttrice televisiva italiana
- Alda Gonzaga, nobile italiana
- Alda Grimaldi, attrice e regista italiana
- Alda Levi, archeologa italiana
- Alda Mangini, attrice e cantante italiana
- Alda Merini, poetessa, aforista e scrittrice italiana
- Alda Noni, soprano italiano
- Alda Teodorani, scrittrice italiana

### Variante femminile Aldina
- Aldina Martano, attrice, showgirl e regista italiana

## Il nome nelle arti
- Aldo è il protagonista del fumetto di Leo Ortolani Venerdì 12.
- Alda è la protagonista dell'omonima commedia elegiaca di Guglielmo di Blois.
- Aldo è un personaggio interpretato da Nino Frassica nel film del 2017 Omicidio all'italiana, diretto e interpretato da Maccio Capatonda.
- Aldina Cordini è un personaggio del film del 1973 Amarcord, diretto da Federico Fellini.
- Aldo Cotechino è un personaggio del film d'animazione Disney Chicken Little - Amici per le penne.
- Alda Cristofoletto è un personaggio del film del 1966 Signore & signori, diretto da Pietro Germi.
- Aldo Raine è uno dei protagonisti del film del 2009 Bastardi senza gloria, diretto da Quentin Tarantino.

## Curiosità
- Le edizioni aldine prendono il nome da quello di Aldo Manuzio, editore e tipografo a Venezia, tra i primi grandi editori a usare il procedimento di stampa a caratteri mobili.